# Chór polifoniczny „Sonante”
Chór polifoniczny Sonante – chór mieszany działający w latach 1996–2012 przy parafii Matki Bożej Królowej Aniołów i Ośrodku Wychowawczo-Profilaktycznym MICHAEL na warszawskim Bemowie. Należał do chórów niezawodowych, zrzeszającym ludzi w różnym wieku (od 15 do 35 lat).

## Historia i działalność chóru
Sonante powstał w 1996 roku, został założony przez Michała Białeckiego, absolwenta Akademii Muzycznej. Pierwszy koncert dał 9 grudnia 1996 roku podczas uroczystości konsekracji świątyni w Parafii Matki Bożej Królowej Aniołów na Bemowie.
Sonante koncertował m.in. podczas:
- uroczystości w warszawskich świątyniach w rocznicę śmierci ks. Jerzego Popiełuszki,
- Mszy św. za Ojczyznę w kościele akademickim św. Anny,
- Mszy św. dla młodzieży na Polach Wilanowskich u stóp Świątyni Opatrzności Bożej,
- finału konkursu Ośmiu Wspaniałych w Teatrze Narodowym,
- Mszy św. transmitowanej z kościoła Św. Krzyża przez Program Pierwszy Polskiego Radia,
- Mszy św. celebrowanej przez papieża Benedykta XVI na placu Piłsudskiego w Warszawie, jako jeden z pięciu chórów wyłonionych w drodze konkursu,
- Mszy św. w Sanktuarium Matki Bożej Nauczycielki Młodzieży, inaugurującej Finały XVIII Międzynarodowej Parafiady Dzieci i Młodzieży,
- Mszy św. i inaugurację roku akademickiego 2006/2007 w Wyższej Szkole Handlowej i Finansów Międzynarodowych w Warszawie.

Chór odbył również dwie trasy koncertowe na terenie Niemiec w latach 1999 i 2000, koncertował między innymi w Buschhoven, Ludendorf, Bonn i Kolonii.

## Repertuar
- muzyka sakralna (pasyjna, świąteczna, kościelna),
- muzyka rozrywkowa (musicale świeckie),
- muzyka patriotyczna.

## Płyty i kasety
- Pierwsza Msza Polska Ku Czci Św. Michała Archanioła, wrzesień 2007 – utwór Feliksa Rączkowskiego do słów ks. Ferdynanda Ochały, nagranie w kaplicy przy parafii Matki Bożej Królowej Aniołów,
- Perełki Muzyki Religijnej, 2002 – płyta CD zawierająca 20 kompozycji chóralnych kompozytorów od renesansu aż do czasów współczesnych, m.in.: G.G. Gorczyckiego, W.A. Mozarta, A. Brucknera, E. Elgara, H.M. Góreckiego,
- Bóg się rodzi, 1999 – kaseta, na której znalazło się 20 kolęd i pastorałek różnych narodów,
- Wśród Nocnej Ciszy, 1998 – kaseta zawierająca 12 polskich kolęd.